# 夏語遙
夏語遙（羅馬拼音：Xia Yu Yao）是飛天膠囊數位科技有限公司的團隊「VOICEMITH」開發供UTAU語音合成引擎使用的女性聲音資料庫。2014年11月8日，飛天膠囊於國立臺北科技大學億光大樓集思北科大會議中心舉辦發表會正式推出，同月10日官方網站開放免费下载。2015年8月5日推出V2版本。2016年2月26日推出V3版本。

## 軟體簡介
軟體使用了飴屋/菖蒲氏開發的UTAU語音合成引擎。提供了華語、日語兩種聲音資料庫，其中華語輸入支援注音輸入法（僅V2版本）、漢語拼音輸入法。

### 系統需求
- 作業系統（OS）：夏语遥聲音庫V3僅支援Windows XP/7/8/10（未經完整測試），不支援Mac OS和linux。
- 硬碟空間：UTAU軟體 + 夏语遥聲音庫V3的實際容量約800MB。

因UTAU并非跨平台软体，而Utau-Synth是Mac OS专用的软体，如欲在Windows之外的Mac OS、linux或其他作业系统下使用，可使用修改后的WineHQ或CrossOver系列等软体。

## 開發歷程
飛天膠囊數位科技原欲開發的是VOCALOID音源，但自VOCALOID開發方YAMAHA那遭挫後，飛天膠囊便決定於2013年啟動了「VOICEMITH」專案的開發計畫。於台北市配音公會招募聲優，在篩選了數十名報名者後，採用身為素人的「迷漾」作為夏語遙聲優，前後錄製了約14小時的日語聲音庫、約110小時華語的聲音庫。在夏語遙的形象設計方面，飛天膠囊徵選了台灣出身且有接日本案件經驗的繪者izumi，在聆聽迷漾演唱歌曲後，由歌聲考量，設計了人物的外型。

### 人物设定
以下為夏語遙的人物設定：
- 語言：中文/日語
- 擅長音域：D3～G4
- 推薦曲速：80～135BPM
- 身高：158 cm
- 體重：45 kg
- 聲源：迷漾
- 屬性:風
- 代表色（非官方）：水藍色
- 繪者：

OUTSIDE版：izumi
INSIDE版：喵四郎

OUTSIDE版官方形象

飛天膠囊在新品發表會上表示有關於「夏語遙」的名字：「夏」是希望聲音能如夏天般讓人充滿活力、「語遙」是期許聲音能被廣泛流傳。

## 反應
夏語遙在公佈後隨即大熱，其第一個宣傳PV在發佈20天後便錄得超過10萬的點擊率。
2014年11月12日發佈的UTAU排行榜中，官方發放的《Celluloid》翻唱曲隨即以2600點之差奪下第一名的寶座。接著的19日更獨佔1-9位，而在26日公佈的排名中夏語遙則同樣獨佔了9個位置，但與19日不同的是這次是登上第7位，而不是第10位。以上兩者均包括官方發放的《源自夏的聲音》。這現象直至3個月後才有所放緩。
夏語遙的代表物為洗碗精和菜瓜布，該兩代表物的緣由來自新品發表會的贈品中的科技海綿以及YouTuber XL（陽雨露霖P） （页面存档备份，存于） 創作的一首名叫《洗碗精勇者》的歌曲，另外亦有許多夏語遙的「粉絲」覺得官方設定的衣服色系與洗碗精很搭，洗碗精和菜瓜布便順理成章地成為夏語遙的代表物。
Voicemith團隊於2018年4月20日於Flying V募資平台，宣布夏語遙首張官方音樂專輯《LISTEN》的募資計畫，團隊表示如順利募得新台幣30萬元專輯預計於2018年7月上旬推出，另外當募資金額達新台幣35萬元，將再追加一首歌曲《LISTEN》日語歌詞版本。最後募資總金額為694,450元，回饋商品中的主題耳機最後因廠商問題而無法如期贈送，改為迷你黑膠唱機。
Voicemith團隊於2020年11月6日於Flying V募資平台，宣布夏語遙第二張官方音樂專輯《Return to Origin》的募資計畫，團隊表示如於2020年12月6日（後延至2020年12月20日，后来再次延期至12月25日）順利募得新台幣20萬元專輯會推出，除外，團隊會回饋給贊助者一份2021紀念年曆，上面會提供 QR code，掃描後能將最多34首至今尚未收錄的語遙新舊歌曲的數位音樂檔。另外當募資金額達新台幣25萬元，將再追加一首歌曲《洗碗精勇者 remix》；當募資金額達新台幣35萬元，《Music Collection》 典藏專輯將實體化；當募資金額達新台幣40萬元，將再追加一首歌曲《下雨天 remix》於《Music Collection》 典藏專輯；當募資金額達新台幣45萬元，將再追加一首歌曲《Interfered Dummies》謎漾X夏語遙合唱版當募資金額達新台幣55萬元，將再追加一首歌曲《晴天》蘭希X夏語遙 合唱版；當募資金額達新台幣70萬元，將再追加一首歌曲《源自夏的聲音》原版&Remix版本於《Music Collection》 典藏專輯；當募資金額達新台幣80萬元，將再追加一首歌曲《風之詠》於《Music Collection》 典藏專輯。最後募資總金額為901,615元。

### 負面評價
由於初期官方製作UTAU的水準尚未成熟，引來為數不少UTAU使用者以及製作人的罵聲。同時夏語遙粉絲過於熱烈的反應使得一個於niconico動畫上發表的排行榜《週刊VOCALOID & UTAU RANKING》連續數周在UTAU榜上混入品質低下的夏語遙作品，排擠其他歌曲，令部分niconico用戶心生反感，不過此現象在日後已逐漸改善。

## 外部連結
官方原創主題曲
- . VOICE MITH. 2014-11-09  [2014-11-10]. （原始内容存档于2014-11-18） （中文（繁體））.
- . VOICE MITH. 2014-12-23 （中文（繁體））.

官方公佈的翻唱曲
- . VOICE MITH. 2014-10-24  [2014-11-10]. （原始内容存档于2015-08-17） （中文（繁體））.

官方網站
- Voicemith 官方網站 （页面存档备份，存于）
- Voicemith Facebook （页面存档备份，存于）
- Voicemith YouTube頻道 （页面存档备份，存于）
- Voicemith Twitter （页面存档备份，存于）
- Voicemith 微博
- Voicemith Plurk （页面存档备份，存于）
- Voicemith NicoNico動画 （页面存档备份，存于）
- Voicemith bilibili （页面存档备份，存于）
- 飛天膠囊粉絲專頁
- 歌声合成ツールUTAU （页面存档备份，存于） （日語）
- UTAU-Synth （页面存档备份，存于） （日語）